# 李登欽
李 登欽（り とうきん、1921年〈大正10年〉2月19日 - 1945年〈昭和20年〉2月25日）は、台北州淡水郡三芝庄（現：新北市三芝区）出身の台湾人日本兵。中華民国第4代総統の李登輝の兄である。日本名は岩里 武則（いわさと たけのり）。太平洋戦争中に海軍へ入隊し、フィリピンのマニラで戦死した。

## 生涯
1921年（大正10年）2月19日、李金竜・江錦夫妻の長男として台北州淡水郡三芝庄大字新小基隆埔頭坑（現：新北市三芝区埔坪里）で生まれる。淡水尋常高等小学校を卒業したのち、1938年（昭和13年）に台湾総督府警察に就職した。同年、李洪謹と結婚した。1942年（昭和17年）8月、台北州巡査に任命された。
1940年（昭和15年）、皇民化運動に触発された李家は日本姓として「岩里」を用いるようになり、李登欽は「岩里武則」、弟の李登輝は「岩里政男」と改名した。この改名について、李登輝は後年「『里』の字に『李（り）』の音が残るため、多くの李姓の人々が『岩里』『伯里』などのような姓に改めていた。『岩』の字は、我が家の先祖が福建省竜岩出身であることに由来するのかもしれない」と説明している。
太平洋戦争中の1943年（昭和18年）、武則は海軍特別志願兵制度（朝鮮・台湾で実施された制度）の第1期生に志願し、身体検査・筆記試験・口頭試験を経て合格した。合格後、武則は台湾日日新報からの取材を受け、9月22日号に掲載された。取材の中で武則は「私が海軍特別志願兵を受験した時から必ず合格すると信じておりました。しかしそれが本当に実現してこんなに嬉しいことはありません。勿論銃後にあって治安保護の戦士としてお国に尽くすこともご奉公ですが、出来る事なら第一線でお国のために華々しく活躍したいと思っておりましたがそれが本当になりました。しかも無敵帝国海軍の一員として名誉ある軍艦旗の下で米英撃滅に働くことが出来るのです。自分としてこんな感激に浸った日は今日までありません。これからは立派な帝国海兵としてお役に立つ日の一日も早く来ることを願うばかりです」と語っている。10月1日から半年間、海軍志願兵訓練所での基礎教育を受け、1944年（昭和19年）4月1日からは高雄海兵団で3か月間の特殊訓練を受けたのち、機関科の一等兵として海軍に入隊した。李登輝の回想によると、武則・政男兄弟が最後に会ったのは1944年、当時陸軍軍人として高雄の高射砲部隊に配属されていた政男の元を、同じく高雄の左営軍港に配属されていた武則が訪れた時であった。
1944年7月、武則はフィリピンへ出征し、海軍第31特別根拠地隊に配属された。1945年（昭和20年）、マニラの戦いの最中の2月15日、武則は軍艦上でアメリカ空軍の機銃掃射を受け死亡し、軍艦と共に海へ沈んだ。死後、上等兵へ昇進した。
戦後に「岩里武則」の名で靖国神社に合祀されたが、遺骨などが還らなかったことから李金竜は武則の死を信じず、墓などは建てられなかった。

## 死後
2007年（平成19年）6月7日、訪日中の李登輝が兄の慰霊のため靖国神社を訪問した。これに対し中華人民共和国外交部は「李登輝の訪日は『台湾独立』を煽る行為であり、日中関係を損ねる」として李登輝の来日を許可した日本政府への不満を示した。しかし、日本の内閣官房長官である塩崎恭久は李登輝の訪日を「私的な旅行」と位置づけ、コメントを控えた。6月9日、李登輝は演説で「台湾は1つの独立国家であり、靖国神社問題は中国や韓国が国内の失政から国民の目を逸らすためにでっち上げたものである。この問題によって日本政府が外国から批判される筋合いは無く、国のために命を捧げた人々に敬意を払うのは当然のことである」と述べた。

## 家庭
李登欽は1939年に李洪謹と結婚し、李憲昌と李憲明の2子を儲けた。李登欽の死後、2人の子供は李金竜によって育てられた。